# Клајмер (Пенсилванија)
Клајмер (енгл. Clymer) град је у америчкој савезној држави Пенсилванија.

## Демографија
По попису из 2010. године број становника је 1.357, што је 190 (-12,3%) становника мање него 2000. године.
| Група             | 2000.         | 2010.         |
| Белци             | 1.537 (99,4%) | 1.333 (98,2%) |
| Афроамериканци    | 0 (0,0%)      | 7 (0,5%)      |
| Азијати           | 1 (0,1%)      | 3 (0,2%)      |
| Хиспаноамериканци | 3 (0,2%)      | 7 (0,5%)      |
| Укупно            | 1.547         | 1.357         |